# Tagoloan, Lanao del Sur
Tagoloan II (Bayan ng Tagoloan II) är en kommun i Filippinerna. Kommunen ligger på ön Mindanao, och tillhör provinsen Lanao del Sur. Folkmängden uppgår till 8 714 invånare.

## Barangayer
Tagoloan II är indelat i 19 barangayer.
| - Bantalan - Bayog - Cadayonan - Dagonalan - Dimalama - Gayakay - Inodaran - Kalilangan - Kianibong - Kingan | - Kitaon - Bagoaingud - Malinao - Malingon - Mama-an Pagalongan - Marawi - Maimbaguiang - Sigayan - Tagoloan Poblacion |